# Quadrangle Guinevere Planitia
El quadrangle Guinevere Planitia és un dels quadrangles definits per la cartografia de Venus aprovats per la Unió Astronòmica Internacional.
En els mapes a escala 1 / 5.000.000 (identificat amb el codi V-30) inclou la porció de la superfície de Venus situada en latitud d'entre 0° a 25° N, i longitud entre 300º a 330° E.
En els mapes a escala 1 / 10.000.000 (identificat amb el codi I-2457) inclou la porció de la superfície de Venus situada en latitud d'entre 0° a 57° N, i longitud entre 180° a 300° E.
Deu el seu nom a la Guinevere Planitia.

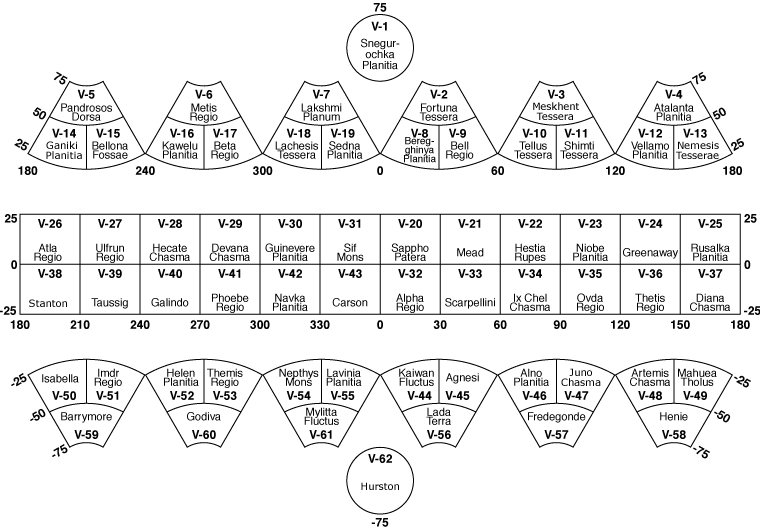
Quadrangles de Venus per a mapes a escala 1/5.000.000

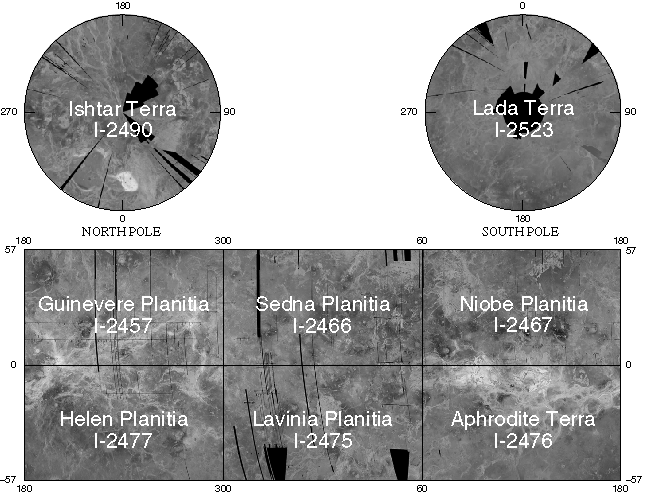
Quadrangles de Venus per a mapes a escala 1/10.000.000